# Adolf Albert Pozděna
Adolf Albert Pozděna (9. prosince 1836 Náchod – 21. května 1902 Klosterneuburg) byl český klavírista a hudební skladatel.

## Život
Narodil se jako syn tesaře Antonína Pozdiny. Hudbou se zabýval jak v dětství v Náchodě (učil jej Nožička), tak i později v době studia technických oborů (od 1852) ve Vídni (profesor Krenn). Po návratu do Prahy studoval hru na klavír u Josefa Proksche. Stal se učitelem hudby v rodině vestfálského hraběte Werenera von Spiegel. V letech 1857–1859 působil jako klavírista a pedagog v Rusku a v Haliči. Do Prahy se vrátil v květnu 1859 a začal pracovat jako telegrafní úředník, aby se vyhnul odvodu do války. Oženil se roku 1860. Volný čas však věnoval hudbě. Kromě vlastních skladeb připravil k vydání Praktickou školu houslí (Kreutzer, Rode, Baillot) a Praktickou školu klavíru (Cramer). Svými články o hudbě a hudebnících přispíval do českých časopisů. Okolo roku 1874 přesídlil do Vídně.

### Rodinný život
Dne 16. dubna 1860 se oženil s Bertou, rozenou Jägerovou (* 1835, dcerou pražského učitele francouzštiny Friedricha Jägera) se kterou roku 1873 měl již čtyři děti.

## Dílo (výběr)
- Poklad (opera, 1862)
- Dalibor (opera, libreto Karel Sabina)
- Hymna k svaté Cecílii
- Mše D-dur (1856)
- Těšíme se blahou nadějí (ouvertura pro orchestr)

Komponoval rovněž skladby pro klavír, písně a sbory. Podle zprávy Süddeutsche Musik–Zeitung z roku 1859 též skládal operu Die Kelchner (Kališníci).